# Platforma transakcyjna
Platforma transakcyjna, elektroniczna platforma handlowa – oprogramowanie komputerowe, które umożliwia użytkownikom składanie zamówień na produkty finansowe za pośrednictwem sieci z pośrednikiem finansowym. Produkty te obejmują: akcje, obligacje, waluty, towary i instrumenty pochodne.
Pierwszą szeroko rozpowszechnioną platformą handlu elektronicznego był NASDAQ. Dostępność takich platform transakcyjnych dla społeczeństwa zachęciła do gwałtownego wzrostu inwestycji detalicznych. Platformy te są dostępne na urządzeniach stacjonarnych i mobilnych, w witrynie przez przeglądarkę internetową lub przez interfejs programowania aplikacji (API).

## Podstawowe moduły platformy
- Moduł obieg zamówień wewnętrznych
- Moduł kwalifikacja dostawców
- Moduł transakcyjny
- Moduł powiadomień dla dostawców
- Moduł oceny dostawców
- Pulpit menedżerski

## Moduł inwestycyjny
- dostęp do rynku wymiany walut on-line przez całą dobę
- możliwość wyboru par walutowych włączając FX spot oraz Forward
- opcja notowań walut wobec koszyków walutowych
- niskie spready, już od 2 pipsów na najpopularniejszych parach walutowych
- inwestowanie w kontrakty na różnice kursowe (CFD)
- okazje do pomnażania kapitału zarówno w przypadku wzrostów, jak i spadków na rynku
- niskie kwoty inwestycji

## Zasada działania
Ideą działania platformy jest wystawianie przez firmy zapotrzebowania na towary bądź usługi. Zapotrzebowanie takie zawiera określone wymagania dotyczące samego dobra, jak i dostawców. Istotnym jest też wybranie sposobu ofertowania oraz wyłonienia dostawcy.
W chwili obecnej na rynku istnieje wiele rodzajów platform transakcyjnych. Opierają się one na outsourcingu zakupów bądź stanowią otwarte platformy transakcyjne. Rozwiązania takie są stosunkowo drogie i niosą ze sobą pewne niebezpieczeństwa, chociażby takie jak uzależnienie wybranego obszaru od firmy zewnętrznej.
Drugi rodzaj to otwarte platformy transakcyjne, które maja zazwyczaj funkcjonalność zbliżoną do portali ogłoszeniowych lub informujących o przetargach. Generują one mniej kosztów, często przy równie rozwiniętej funkcjonalności jak platformy działające na zasadzie outsourcingu, nie wymagając przy tym udziału podmiotów zewnętrznych do ich wykorzystywania. Mniej rozpowszechnioną praktyką jest stosowanie przez przedsiębiorstwa własnych autorskich rozwiązań.